# 土佐長岡駅
土佐長岡駅（とさながおかえき）は、高知県南国市西山にある四国旅客鉄道（JR四国）土讃線の駅である。駅番号はD39。普通列車のうち朝の上り1本は当駅を通過する。

## 歴史
- 1952年（昭和27年）5月1日：日本国有鉄道土讃本線（→土讃線）山田西町駅 - 後免駅間に新設開業（旅客駅）[2]。
- 1987年（昭和62年）4月1日：国鉄分割民営化により四国旅客鉄道に承継[3]。

## 駅構造
単式ホーム1面1線を有する地上駅。駅舎のない無人駅で、細いホームに短い上屋が設置されただけの簡単な構造である。設置されている案内用のスピーカーは列車接近を知らせるものではなく、ダイヤの遅れなどを放送するために使われる｡

## 駅周辺
国道195号の現道沿いにある駅で、駅の周辺は田園風景となっている。北へ進むと「細川半蔵生家跡」という標柱を経て、あけぼの街道（国道195号のバイパス道路）に至る。神社は駅の南側に数ヵ所あり、白菊慰霊碑（包末）という慰霊碑もこちら側にある。
- 細川半蔵生家跡
- 大将軍神社
- 細川神社
- 国道195号（あけぼの街道、現道）

## 隣の駅
四国旅客鉄道（JR四国）
■土讃線
■普通（一部列車は通過）
山田西町駅 (D38) - 土佐長岡駅 (D39) - 後免駅 (D40)